# Marslev
Marslev är en tätort i Kerteminde kommun i Region Syddanmark i Danmark. Tätorten har 694 invånare (2024). Den ligger på Fyn, cirka 11 kilometer sydväst om Kerteminde.